# Edo. G
Edo. G alias Ed O.G., de son vrai nom Edward Anderson, né le 27 novembre 1970 à Boston, dans le Massachusetts, est un rappeur américain.

## Biographie
Edo. G est un acronyme pour Every Day Other Girl. Edo. G est né et est élevé à Roxbury, un quartier ouvrier et majoritairement afro-américain de Boston. À l'âge de 15 ans, Aderson commence sa carrière, sous le nom d'Edo Rock, dans un groupe appelé F.T.I. (Fresh To Impress). Leur chanson, Suzi Q est incluse sur une compilation intitulée Boston Goes Def! publiée en 1986.
En 1989, avec l'aide du duo new-yorkais The Awesome 2 (Teddy Ted et Special K), il forme le groupe Ed O.G & Da Bulldogs. Le premier album de la formation, Life of a Kid in the Ghetto, est publié en 1991. L'album comprend le titre Be a Father to Your Child qui est largement diffusé sur les radios de Boston, et I Got to Have It qui se classe à la première place du Hot Rap Singles et sera samplé, notamment, par 2Pac (Young Black Male) et Mary J. Blige (Ooh!). En 1993, Mercury Records se sépare du groupe.
En 2000, Edo. G publie son premier album solo, The Truth Hurts, qui comprend des productions de DJ Premier et Pete Rock. En 2002, il publie Wishful Thinking et en 2004, il collabore avec Pete Rock pour My Own Worst Enemy. L'un des morceaux de l'album, Wishing, est incluse sur la bande son de la série The Boondocks (saison 1, épisode 9 : Le Retour du King). Au début des années 2000, Edo. G a également fait des tournées dans le monde entier et travaillé avec d'autres artistes comme RZA, KRS-One, Common, Black Thought des Roots ou encore Masta Ace.
En 2005, Edo. G crée un nouveau groupe, Special Teamz, avec deux Bostoniens, Jaysaun (des Kreators) et Slaine (de La Coka Nostra). Ils publient une mixtape le 15 novembre 2005 intitulée The Mixtape. Special Teamz publie un album, intitulé Stereotypez, le 25 septembre 2007 qui comprend des productions de Pete Rock, DJ Premier et du canadien Marco Polo ainsi que des featurings de Buckshot, Sean Price, Ill Bill, Akrobatik et Devin the Dude. En 2009, le rappeur publie Arts and Entertainment en collaboration avec Masta Ace et en 2015, Afterwords, avec le duo Street Wyze.
Edo. G est également membre du groupe de hip-hop de Boston 4Peace, avec Twice Thou, Wyatt Jackson et DQuest.

## Discographie

### Albums studio
- 2000 : The Truth Hurts
- 2002 : Wishful Thinking
- 2011 : A Face in the Crowd
- 2013 : Intelligence and Ignorance
- 2014 : After All These Years

### Albums collaboratifs
- 1991 : Life of a Kid in the Ghetto (avec Da Bulldogs)
- 1993 : Roxbury 02119 (avec Da Bulldogs)
- 2004 : My Own Worst Enemy (avec Pete Rock)
- 2007 : Stereotypez (avec Special Teamz)
- 2008 : Acting (avec Da Bulldogs)
- 2009 : Arts and Entertainment (avec Masta Ace)
- 2015 : Afterwords (avec Street Wyze)